# Gorna Kovatsjitsa
Gorna Kovatsjitsa of Gorna Kovačica (Bulgaars: Горна Ковачица) is een dorp in het noordwesten van Bulgarije. Het dorp is gelegen in de gemeente Tsjiprovtsi in oblast Montana. Het dorp ligt ongeveer 17 km ten zuidwesten van Montana en 83 km ten noordwesten van Sofia.

## Bevolking
Op 31 december 2020 telde het dorp Gorna Kovatsjitsa 120 inwoners. Het aantal inwoners vertoont al vele jaren een dalende trend: in 1934 had het nog 791 inwoners.
In het dorp wonen nagenoeg uitsluitend etnische Bulgaren en Roma. In de optionele volkstelling van 2011 identificeerden 121 van de 122 ondervraagden zichzelf als etnische Bulgaren, oftewel 99,2%. 
| Etnische samenstelling van de respondenten (2011) | Etnische samenstelling van de respondenten (2011) | Etnische samenstelling van de respondenten (2011) | Etnische samenstelling van de respondenten (2011) | Etnische samenstelling van de respondenten (2011) |
| ------------------------------------------------- | ------------------------------------------------- | ------------------------------------------------- | ------------------------------------------------- | ------------------------------------------------- |
|                                                   |                                                   |                                                   |                                                   |                                                   |
| Bulgaren                                          | Bulgaren                                          |                                                   | 99,2%                                             | 99,2%                                             |
| Turken                                            | Turken                                            |                                                   | 0,00%                                             | 0,00%                                             |
| Roma                                              | Roma                                              |                                                   | 0,0%                                              | 0,0%                                              |
| Anders/Onbekend                                   | Anders/Onbekend                                   |                                                   | 0,8%                                              | 0,8%                                              |